# Variable Sprengkraft
Die variable Sprengkraft (englisch "variable Yield" oder "Dial-a-Yield") ist eine Option der meisten modernen Atomwaffen. Es ermöglicht dem Bediener, die Sprengkraft einer Nuklearwaffe einzustellen, sodass ein einziges Design in verschiedenen Situationen verwendet werden kann. So hatte die Mod-10 B61-Wasserstoffbombe eine wählbare Sprengkraft von 0,3, 5, 10 oder 80 Kilotonnen TNT-Äquivalent, welche bei der Montage über eine Skala im Inneren des Gehäuses eingestellt werden konnte. Die Möglichkeit einer adjustierbaren Sprengkraft für nukleare Gefechtsköpfe gibt es mindestens seit den späten 1950er Jahren, u. a. für die B61-, B83-, B43-, W80-, W85- und WE177A-Sprengköpfe.

## Einstellungsmechanismen
Die meisten modernen Atomwaffen sind thermonukleare Waffen vom Teller-Ulam-Design mit einer Spaltungs-Primärstufe und einer Fusions-Sekundärstufe. Diese bieten mindestens drei Methoden, um die Sprengkraft zu variieren:
- Fusionsboosterung:
Kleine Mengen an Deuterium/Tritium-Gas (DT) werden in der primären Spaltungsbombe verwendet, um deren Ausbeute zu erhöhen, indem zu Beginn des Spaltungsprozesses zusätzliche Neutronen aus der DT-Fusion zugeführt werden. Typischerweise wird das Gas einige Sekunden vor der Detonation injiziert und die verwendete Menge kann voreingestellt werden – z. B. null, 25 %, 50 % oder das gesamte Gas.[1]

- Variation des Timings oder Verwendung externer Neutroneninitiatoren (ENI):
Neutroneninitiatoren sind kleine Teilchenbeschleuniger, die eine kurze Fusionsreaktion hervorrufen, indem sie Deuterium in ein Tritium-Ziel (oder umgekehrt) beschleunigen. Durch den ENI-Puls werden energiereiche Neutronen erzeugt, wobei ein präzises Timing in Bezug auf die Primärspaltung notwendig ist. Durch Veränderungen der Neutroneninjektionsstärke kann die Sprengkraft variiert werden.[2]

- Abschalten des thermonuklearen Sekundärteils:
Bei der Zündung der Primärstufe wird durch technische Maßnahmen verhindert, dass die Sekundärstufe zünden kann. Dies ist möglich, indem die Sekundärstufe nicht ausreichend komprimiert wird oder durch kurzzeitiges Blockieren des Energietransportes im Inneren des Gefechtskopfes nach Zünden der Primärstufe. Verteilt sich z. B. die Energie aus der Primärstufe durch das Strahlungsgehäuse, bevor sie auf das Sekundärteil fokussiert wird, kann es nicht zur Zündung der zweiten Stufe kommen.